# رودلف براندت
رودلف براندت (بالألمانية: Rudolf Brandt)‏ هو محامي ومحامي وسياسي ألماني، ولد في 2 يونيو 1909 بفرانكفورت في ألمانيا، وتوفي في 2 يونيو 1948 في نفس البلد بسبب شنق. حزبياً، نشط في الحزب النازي.